# Sobralia pardalina
Sobralia pardalina är en orkidéart som beskrevs av Leslie Andrew Garay. Sobralia pardalina ingår i släktet Sobralia och familjen orkidéer.
Artens utbredningsområde är Ecuador. Inga underarter finns listade i Catalogue of Life.